# Ioan Scotus Eriugena

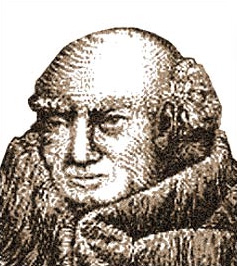
Eriugena. Imagine de pe o bancnotă irlandeză

Ioan Scotus Eriugena (815-877) sau Ioan Scottus Eriugena este considerat primul mare gânditor scolastic. Importanța și caracterul inedit al operei lui Eriugena stau în cunoașterea și efortul remarcabil de a introduce în lumea creștină scrierile areopagitice.

## Viața
Numele lui arată locul de proveniență. Astfel, Scottus sau Scotus înseamnă „scoțianul” iar Eriugena sau Erigena, nume construit, se pare, de către el însuși, înseamnă „născut în Irlanda” („Eriu” desemnează Irlanda în limba celtică). Uneori cele două nume sunt comprimate sub forma „Scotigena”. Alăturarea acestor două toponime provine din faptul că în secolul al IX-lea Irlanda era o parte din Scoția, numită „Scotia Major”, deci Scotus Eriugena trebuia să însemne „Scoțianul irlandez” sau „Scoțianul născut în Irlanda”.
În jurul anului 851 sosește la Paris, trăind o perioadă în Franța, la curtea lui Carol cel Pleșuv, inițial ca profesor de gramatică și dialectică, aceasta fiind perioada sa activă și, de altfel, cea mai cunoscută. Eriugena era cunoscător de limbă greacă, astfel încât a tradus cu pricepere din Pseudo-Dionisie Areopagitul și alte texte, fiind influențat de gândirea greacă .
La Paris devine foarte prețuit pentru înțelepciunea sa, celebritatea având a i se dovedi însă nefastă. Îndemnat de arhiepiscopul Hincmar de Reims, care îl aprecia, să se angreneze în respingerea doctrinei dublei predestinări divine (doctrină susținută de un călugăr saxon pe nume Gottschalk), Eriugena scrie lucrarea De divina praedestinatione liber (în 851) în care utilizează silogismul, construiește un tablou al ierarhiei lumii și introduce câteva teze îndrăznețe (argumentarea sa mergând până la relativizarea doctrinei augustiniene a grației divine), ce îi aduc faima de sofist și eretic.
Prudentius de Troyes, atacatorul său, se pronunță și împotriva episcopului Hincmar, care nu mai recunoaște că îl îndemnase pe Eriugena să scrie tratatul cu pricina. Tratatul nu s-a bucurat de succes, fiind „executat” imediat de către Prudentius prin însemnarea fiecărei propoziții problematice cu semnul condamnării la moarte. Tratatul nu va depăși statutul de manuscris până în secolul al XVII-lea, când va fi tipărit la Paris, o a doua ediție fiindu-i sortită abia în secolul al XIX-lea. Nu va scăpa, însă, niciodată de epitetele de „elucubrații cu tendințe pelagiene, naturaliste și panteiste”, pe care i le atribuia un dicționar de teologie. Rămas fără protecție, Eriugena este condamnat de conciliile regionale de la Valencia (855) și Langres (859).
Înainte de venirea la Paris și, ulterior, după moartea lui Carol, biografia sa nu este foarte cunoscută, nici măcar povestea morții sale nefiind fără echivoc. Se spune, fără ca informația să se bucure de credit, că, la un moment dat, proprii săi studenți, nemaiputând să accepte doctrina ciudată a maestrului, l-au atacat cu penițele și l-au înțepat până și-a dat sufletul.

## Opera
Eriugena a scris foarte mult, lista scrierilor sale conținând și titluri cu autenticitate incertă. A tradus din Pseudo-Dionisie Areopagitul (având convingerea că este vorba despre discipolul Apostolului Pavel), Maxim Mărturisitorul, Grigore de Nisa și Martianus Capella, a scris Comentarii la Evanghelia după Ioan și o predică la prologul ei, apoi comentarii la De consolatione philosophiae și la tratatele teologice ale lui Boethius. 
Titlurile cele mai importante păstrate de la el sunt:
- Despre predestinare
- Despre diviziunea naturii (De Divisione naturae).

Tratatul Despre diviziunea naturii va fi condamnat, la rândul lui, în secolul al XIII-lea, pe motivul că ar conține erezii, cum ar fi părerea că toate lucrurile sunt Dumnezeu, apoi teza că „Ideile” sau „cauzele primordiale” creează și sunt create iar apoi, în al treilea rând, pentru afirmația că la sfârșitul lumii va avea loc o anulare a diferențierii oamenilor pe sexe, o asexuare.
În paralel cu redactarea tratatelor sale teologice, Eriugena a predat artele liberale.

## Doctrina
Eriugena este adesea considerat ca fiind marele raționalist al Evului Mediu, capabil de a rezista într-o lume a dogmei și superstiției, accentuând rolul libertății și rațiunii în fața credinței oarbe, spunând chiar că filosofia este singura cale către salvare. Nici o autoritate, fie ea Scriptura ori textele Părinților, nu trebuie să ne îndepărteze de uzul rațiunii, deoarece adevărata rațiune nu poate intra niciodată în conflict cu autoritatea care este într-adevăr legitimă. Totuși, Eriugena nu procedează la o exaltare a rațiunii în detrimentul autorității, încercând să mențină o armonie între cele două.
El a dominat toate construcțiile speculative ale timpului său, un timp în care textele antice erau cunoscute numai fragmentar iar controversele teologice vizau probleme încă limitate.

### Raportul rațiune-credință
S-a considerat că elementul esențial al doctrinei lui Eriugena este concepția despre raportul rațiune-credință. Este o problemă cu adevărat importantă pentru întreaga filosofie scolastică.
Răspunsul lui Eriugena la această problemă conține trei niveluri, în funcție de diferitele situări succesive ale omului față de Adevăr. Fiecare stare a omului față de Adevăr întâlnește un anumit tip de răspuns la problema cunoașterii.
1. Starea pre-evanghelică. Înainte de venirea lui Christos, când omenirea căzută în păcat nu se afla în posesia adevărului evanghelic revelat, rațiunea a fost singura călăuzitoare a înțelepciunii și, în mod autonom, fără nici o autoritate exterioară, a reușit să explice prin ea însăși natura și existența cauzei sale prime, a Creatorului, ajungând la edificarea unei Fizici.
Rațiunea a fost singurul sprijin aflat la îndemâna omului și, neînsoțită de revelație, a reușit să construiască Filosofia (un dar pe care Dumnezeu însuși l-a dat grecilor, cum susținuse Iustin Martirul și Filozoful). Rațiunea autentică nu poate da greș, căci este de fapt logos, rațiune universală. Astfel, încă în starea pre-evanghelică, numită prima stare a omului față de adevăr, rațiunea necălăuzită de revelație a putut să fie instrumentul indispensabil pentru cunoașterea creaturilor lui Dumnezeu.
2. Identitatea creaturii cu Dumnezeu însuși este un adevăr mai adânc la care omul va avea acces în cea de-a doua stare a sa față de adevăr, starea evanghelică, începută odată cu venirea lui Cristos. Acum rațiunea nu mai este singură, ci însoțită de Adevărul revelat. Adevărata înțelepciune constă în acceptarea acestui Adevăr ca sursă sigură dezvăluită de Dumnezeu. De această dată credința precede exercitarea rațiunii, care însă nici nu dispare nici nu este minimalizată; scopul ei constă într-un dublu efort: impregnarea credinței în faptele noastre și examinarea rațională a credinței prin intermediul contemplației. Avem la dispoziție o rațiune călăuzită de revelație.
Credința este condiția înțelegerii, deoarece trebuie să credem ceea ce Dumnezeu a vorbit și să înțelegem ceea ce credem. Această subordonare a rațiunii față de credință nu vizează însă o marginalizare, o transformare a rațiunii în „slujnică” ci, dimpotrivă, are ca miză sprijinirea ei pe adevărurile prime, aflate acum în proximitatea sa prin intermediul Scripturii.
Credința e un principiu, „pornind de la care începe să se dezvolte, în creatura înzestrată cu rațiune, cunoașterea propriului ei Creator”. Rațiunea la rândul ei, este instrumentul cu ajutorul căruia Mântuitorul însuși ne cere să-L căutăm. Fără rațiune, înțelegerea Scripturilor ar suferi erori grosiere.
Aceeași complementaritate, dusă până la identificare, o găsim în registrul raportului dintre religie și filosofie. Nici una nu este autentică fără cealaltă; nu ne putem atinge țelul spre care ne îndrumă religia decât călăuziți de speculația filosofică. Adevărata filosofie are același conținut cu credința, adică adevărul suprem și același scop cu religia, adică salvarea finală. De aceea ele, într-un anumit sens, coincid.
Întreaga operă a lui Scotus Eriugena este de altfel o exegeză filosofică a Sfintei Scripturi, idealul său fiind înțelegerea cât mai apropiată de desăvârșire a Bibliei.
Cuvântul lui Dumnezeu este adevărat, indiferent dacă rațiunea umană îl înțelege sau nu; autoritatea divină este absolută, rolul rațiunii fiind acela de a o înțelege adecvat. Cuvântul oamenilor, pe de altă parte, este adevărat numai dacă rațiunea îl încuviințează; autoritatea oamenilor (și a Părinților) se întemeiază pe rațiune, motiv pentru care poate fi corijată.
Ar fi o eroare să transformăm acest raport într-un relativism. Rațiunea și credința își exercită autoritatea în funcție de situație, de domeniul de competență al fiecăreia. Credința oferă rațiunii un punct de pornire, un sprijin absolut și în același timp un țel; rațiunea, la rândul ei, luminează acest țel, îl face (int)eligibil.
Scopul filosofiei este acela de a „trezi” ființa umană, de a o aduce la o stare de conștiință deplină a potențialităților sale. Iar dacă natura adevărată a omului este aceea de imagine a lui Dumnezeu, filosofia înseamnă conștientizarea acestei naturi ca echivalență om-Dumnezeu, adică deificarea (deificatio) . Totodată, rațiunea poate îndrepta credința aflată în derivă, în vreme ce credința poate îndrepta rațiunea pe calea Adevărului revelat.
Nici legitimitatea cunoașterii naturii nu încetează în starea evanghelică, deoarece, după cum ne-o confirmă apostolul Pavel, cele nevăzute „se văd din făpturi” (Romani, 1, 20).
Ca făptură, totul este un semn al lumii nevăzute; lumea materială ca și creație a lui Dumnezeu este pentru rațiune un semn al mâinii divine. Există, de fapt, două tipuri de teofanii, Scriptura și natura. Pe Dumnezeu îl putem găsi în ambele deopotrivă, folosind instrumentul potrivit: credința pentru scriptură și rațiunea pentru natură. Cuvântul divin, spune el, are „două picioare”: rațiunea și revelația, cu o sursă unică, înțelepciunea lui Dumnezeu.
Creația lui Dumnezeu poate fi înțeleasă folosind ca metodă dialectica, cu cele două operații fundamentale, diviziunea (descinderea de la unitatea genurilor înspre specii și indivizi) și analiza (calea inversă diviziunii, de la indivizi înspre specii și genurile supreme). Cele două operații sunt complementare, constituind de fapt un singur drum dus-întors, cunoașterea adevărată neputându-se dispensa de nici una dintre ele. În Despre diviziunea naturii, Eriugena folosește această metodă pentru a arăta care sunt nivelurile naturii și ce înseamnă creația.
3. În sfârșit, a treia stare a omului față de Adevăr este cea care va să vină, în care vom vedea Adevărul în sine iar credința va dispărea în fața Marii Viziuni, obiectul actual al credinței devenind certitudine absolută văzută.